# Bengkulu (stad)
Bengkulu (in de koloniale tijd ook Bengkoelen, Benkoelen of Benkulen genoemd) is een stadsgemeente in (en tevens de hoofdstad van) de gelijknamige provincie op het Indonesische eiland Sumatra. De stad heeft 265.000 inwoners en heeft een oppervlakte van 144,5 km².
In 1641 veroverden de Nederlanders Malakka op de Portugezen en in 1682 vestigden de Britten zich in Bengkulu, in 1768 in Penang, en in 1819 in Singapore. In 1824 ruilden de Britten Bengkulu voor het Nederlandse Malakka en zo waren de Britse Straits Settlements, het latere Maleisië langs de westkust van Malaya compleet. Nederland kreeg vrij spel om ook het noorden van Sumatra te koloniseren, wat tot de oorlogen tegen Atjeh leidde.
De kaap westelijk van Bengkulu werd Buffelpunt genoemd.
Voor de rede van Bengkulu heeft zich een van de grootste scheepsrampen voltrokken, toen daar op 18 september 1944 het schip Junyo Maru werd getorpedeerd met ruim 4200 Indonesische dwangarbeiders en 2500 krijgsgevangenen aan boord.

## Geografie

### Klimaat
| Maand                       | jan  | feb  | mrt  | apr  | mei  | jun  | jul  | aug  | sep  | okt  | nov  | dec  | Jaar |
| --------------------------- | ---- | ---- | ---- | ---- | ---- | ---- | ---- | ---- | ---- | ---- | ---- | ---- | ---- |
| Gemiddeld maximum (°C)      | 31,0 | 31,4 | 31,6 | 31,6 | 31,9 | 31,7 | 31,4 | 31,2 | 31,1 | 31,0 | 30,9 | 30,5 | 31,3 |
| Gemiddelde temperatuur (°C) | 27,0 | 27,3 | 27,4 | 27,5 | 27,7 | 27,4 | 27,0 | 26,8 | 26,9 | 27,0 | 27,0 | 26,7 | 27,1 |
| Gemiddeld minimum (°C)      | 23,0 | 23,1 | 23,1 | 23,4 | 23,4 | 23,1 | 22,6 | 22,4 | 22,6 | 23,0 | 23,1 | 22,9 | 23,0 |
| Bron: Cuaca Bengkulu        |      |      |      |      |      |      |      |      |      |      |      |      |      |

Stadsgemeente: Bengkulu

Regentschappen: Bengkulu Selatan · Bengkulu Tengah · Bengkulu Utara · Kaur · Kepahiang · Lebong · Mukomuko · Rejang Lebong · Seluma